# Merelbeke Hawks
Merelbeke Hawks was een basketbalclub uit de eerste klasse van België. De club komt uit Gent en was vroeger gekend onder de namen Optima Gent, Gent Dragons en Gent Hawks.

## Historiek
Hellas Gent met stamnummer 87 werd op 10 Augustus 1941 als eerste Gentse club opgericht door de Vrienden van oud-leerlingen van het Atheneum. Men speelde meestal in het Coliseum op de Kuiperskaai. De naam Hellas werd gekozen omdat de meeste stichters en spelers de Grieks Latijnse afdeling van het Atheneum hadden gevolgd Met nog een aantal andere clubs werd in 1943 de Gentse Federatie van Basketbalkringen gesticht dat later het Provinciaal Comité Oost-Vlaanderen werd. Vermits er vooroorlogs nog geen nationale competitie was betwistten een achttal Gentse clubs zoals Hades, Etoile , Tempo en Hellas elkaar in een onderlinge competitie.
Hellas was de eerste Gentse ploeg die deelnam aan de nationale competitie van het seizoen 1948-1949. Er waren toen twee nationale afdelingen Excelentie en Ere-afdeling. Na de opslorping van Tempo behoorde Hellas tot de top van het Belgische basketbal.
In de eerste naoorlogse seizoenen was Hellas steeds de belangrijkste concurrent voor de Brusselse ploegen zoals Semailles of Royal IV.
In het seizoen 1954-1955 behaalde Hellas zijn eerste en tot nu toe enige landstitel, deze landstitel was een unicum vermits voor het eerst deze niet te beurt viel aan een brusselse club.
Op het einde van het seizoen 1999-2000 opstond Gent United, gevormd door een fusie van Gentson en Siemens Gent. Na het faillissement van Blue Fox Gent integreerde deze club ook in Gent United zodat één grote nieuwe Gentse basketbal organisatie gecreëerd werd.
Het team promoveerde in het seizoen 2006-2007 van de 2de naar de 1ste klasse door Sint Jan Basket in de play-offs te verslaan.
In het seizoen 2007-2008 kreeg het toenmalige Optima Gent het zwaar te verduren in de Ethias League. Met amper zes overwinningen werden ze troosteloos laatste. Er kon echter niemand dalen. In het tweede eerste klasse-seizoen ging het een pak beter. Gent pakte negen overwinningen en eindigde zo voorlaatste.
Het seizoen 2009-2010 werd het seizoen van een nieuwe wending van Gent in het basketbal. Voor het eerst sinds de vroege jaren 90 durfde een ploeg het aan om met slechts 2 Amerikanen te spelen. Alle andere spelers waren Belgen. Gent pakte uit met een mooi einde van het seizoen en behaalde 10 overwinningen, goed voor de voorlaatste plaats.
Het seizoen 2010-2011 moest het seizoen van de waarheid worden. Het Belgische project werd opzij geschoven voor 5 buitenlanders en een Israëlische coach (Erez Bittman). Na diens ontslag bleven overwinningen onder de nieuwe coach Yves Defraigne echter ook uit, en zo telde men na dit ontgoochelende seizoen slechts 5 overwinningen en werd Gent de rode lantaarn.
Seizoen 2011-2012 werd een heel mooi seizoen. Coach Yves Defraigne slaagde erin met beperkte middelen Gent naar zijn beste resultaat in 5 jaar eerste klasse te leiden: een zevende plaats met 12 overwinningen. De interesse van de buitenwereld bleef echter uit, men wou financiële problemen vermijden en de club besloot over te gaan tot een vrijwillige degradatie naar tweede nationale klasse. De clubnaam veranderde in Gent Dragons.
In het seizoen 2012-2013 kwam er een fusie met Blackhawks Gent, de club veranderde in de naam Gent Hawks. Door de komst van de nieuwe hoofdsponsor WANTY verandert de naam vanaf het seizoen 2019-2020 in Wanty Gent Hawks.
Aan het einde van het seizoen 2021/22 verhuisde de ploeg naar Merelbeke en nam de nieuwe naam Merelbeke Hawks aan. Vervolgens werd de club een paar maanden later failliet verklaard.

### Vroegere namen
- 1950 - 1984 : Hellas Gent
- 1984 - 1989 : Renault Gent
- 1989 - 1995 : Bobcat Gent
- 1995 - 1997 : AST Gent
- 1997 - 2000 : Siemens Gent
- 2000 - 2002 : Gent United
- 2002 - 2007 : Gent Dragons
- 2007 - 2012 : Optima Gent
- 2012 - 2013 : Gent Dragons
- 2013 - 2019 : Gent Hawks
- 2019 - 2022 : Wanty Gent Hawks
- 2022: Merelbeke Hawks

## Team

### Staff
| Coach | Erik Rogiers | BEL |

### (Voormalige) Coaches
| seizoen   | Coach                          | Nationaliteit   |
| --------- | ------------------------------ | --------------- |
| 2007-2009 | Erik Rogiers                   | Vlag van België |
| 2009-2010 | Philip Wintein                 | Vlag van België |
| 2010      | Erik Rogiers                   | Vlag van België |
| 2010-2011 | Erez Bittman                   | Vlag van Israël |
| 2011-2012 | Yves Defraigne                 | Vlag van België |
| 2012-2013 | Kris de Pauw, Carl Verstraeten | Vlag van België |

## Palmares
- 1x kampioen van België: 1955
- 1x Bekerwinnaar: 1992
- 2x Kampioen tweede klasse: 2007,2017
- 1x Bekerwinnaar: 2019

### Eindstanden in eerste klasse
- 2007-2008: 10e
- 2008-2009: 8e
- 2009-2010: 8e
- 2010-2011: 9e
- 2011-2012: 7e (degradatie omwille van financiële problemen)

### Eindstanden in tweede klasse
- 2012-2013: 9e
- 2013-2014: 8e
- 2014-2015: 2e
- 2015-2016: 6e
- 2016-2017: 2e
- 2017-2018: 5e
- 2018-2019: 4e
- 2019-2020: 2e
- 2020-2021: